# إبريما
إبريما (بالإنجليزية: Ebrima)‏ هو خط من عائلة خطوط أبن‌ تيب مصمم لدعم أنظمة الكتابة الأفريقية. تم إنشاؤه من قبل مايكروسوفت وهو جزء من نظام التشغيل ويندوز 7. وهو يدعم ميزات أبن‌ تيب متقدمة مثل ضمه لموضع حركات التشكيل. ويستند في الأبجدية اللاتينية على الخط Segoe.

## نظم الكتابة
- الألفبائية اليونانية (جزئي) للألفبائية الصوتية الدولية
- الألفبائية اللاتينية مع ملحقات لألفبائية الإشارة الأفريقية والألفبائية الصوتية الدولية
- نكو (ߒߞߏ)
- الكتابة العثمانية (الصومالية) (𐒋𐒘𐒈𐒑𐒛𐒒𐒕𐒀)
- تيفيناغ (ⵜⵉⴼⵉⵏⴰⵖ)
- الفاي المقطعية (ꕙꔤ ꕺꗏ)

## روابط خارجية
- صفحة الخط على موقع اسلوب الطباعة في مايكروسوفت